# モントゴメリー道緒
モントゴメリー 道緒（モントゴメリー みちお、1983年10月16日 - ）は日本の起業家で、株式会社ABCクッキングスタジオの元代表取締役である。インターナショナルスクールをはじめ国際教育に特化した株式会社GLOBAL EDUCATIONAL PARTNERSの代表取締役社長およびCEOである。
未来の国際教育として、オンライン化したインターナショナルスクールを提唱し、オンライン教育とスクールの融合を目指している。
東京都出身。西町インターナショナルスクール卒業後にアメリカンスクール・イン・ジャパンに入学。アメリカンスクール・イン・ジャパンを卒業後、アメリカのバブソン大学で起業論を専攻。日本に帰国し外資系投資会社に勤務。
日本最大の料理教室を運営するABC Cooking Studioを運営する株式会社ABC Cooking Studio 代表取締役社長を経て、2013年付で株式会社GLOBAL EDUCATIONAL PARTNERSの代表取締役社長に就任。インターナショナルスクールのカリキュラムをオンライン化したオンライン・インターナショナルスクールのグローバル・ステップ・アカデミーを創設。
東京都立川市の(旧名セントラルフォレストインターナショナルスクール立川)、現在のグローバル・ステップ・アカデミーインターナショナルスクールの理事長を兼務している。